# 刘吉 (1969年)
刘吉（1969年5月—），男，汉族，湖北麻城人，中华人民共和国政治人物。南洋理工大学管理经济学专业在职研究生。现任中共惠州市委书记、惠州市人大常委会主任。

## 生平
1990年7月参加工作，1998年11月加入中国共产党。早年任广东省发改委稽察办主任、投资处处长、总经济师。2013年9月，任广东省发改委副主任。
2015年1月，任中共广东省委办公厅副主任。2016年3月，任中共广东省委副秘书长、省委改革办主任。2016年6月，转任中共广东省委政研室主任。
2018年5月，任中共惠州市委副书记，惠州市人民政府市长。2021年10月，任中共惠州市委书记。同年11月当选为惠州市人大常委会主任。